# Evangelisch-Lutherische Kirche in Litauen
Die Evangelisch-Lutherische Kirche in Litauen (litauisch Lietuvos evangelikų liuteronų Bažnyčia, abgekürzt LELB) ist die nationale evangelisch-lutherische Kirche Litauens. Sie repräsentiert nur eine religiöse Minderheit in Litauen, das überwiegend katholisch geprägt ist.

## Geschichte

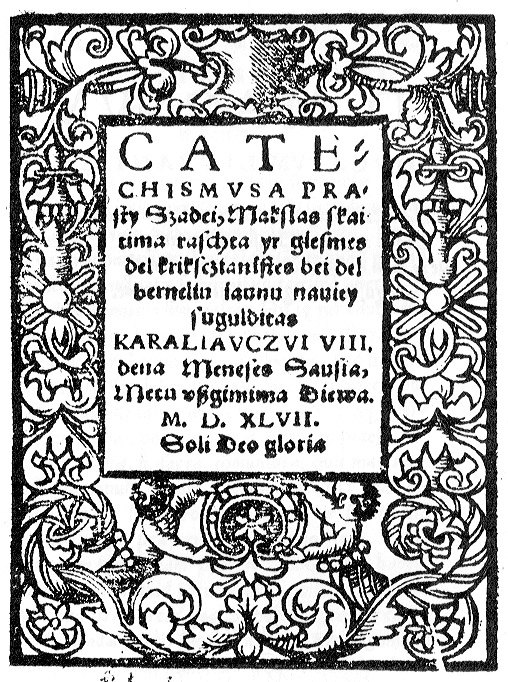
Das erste in litauischer Sprache gedruckte Buch: der lutherische Katechismus von Martynas Mažvydas (Martinus Mossuid), gedruckt in Königsberg (Preußen) (litauisch Karaliaučiaus)

### Reformationszeit
Die Geschichte der Evangelisch-Lutherischen Kirche in Litauen reicht zurück in die Reformationszeit. Schon Anfang des 16. Jahrhunderts wurden die Anhänger der Lehre Martin Luthers durch Ulrich Hosse, Bürgermeister von Wilna, unterstützt. Er und auch sein Sohn Johann Hosius, ebenfalls Bürgermeister von Wilna, stifteten Ziegelsteine zum Bau einer Kirche, als die Bürger der Stadt Kaunas in Litauen 1550 die Confessio Augustana annahmen.
Gefördert wurde die Reformation von Preußisch Litauen aus, wo sich die lutherische Lehre schon seit 1525 auch unter der litauischen Bevölkerung durchzusetzen begann. Hier entstand auch im Schutz des preußischen Herzogs Albrecht das erste in litauischer Sprache gedruckte Buch, der von Martynas Mažvydas verfasste lutherische Katechismus in einfachen Worten (Catechismusa Prasty Szadei) von 1547. Im Großfürstentum Litauen dagegen hinderte die strikte katholische Haltung und später die Gegenreformation die Ausbreitung des Protestantismus. So konnte auch die von Johannes Bretke 1590 vollendete Übersetzung der Lutherbibel erst im 18. Jahrhundert gedruckt werden.

### 20. Jahrhundert

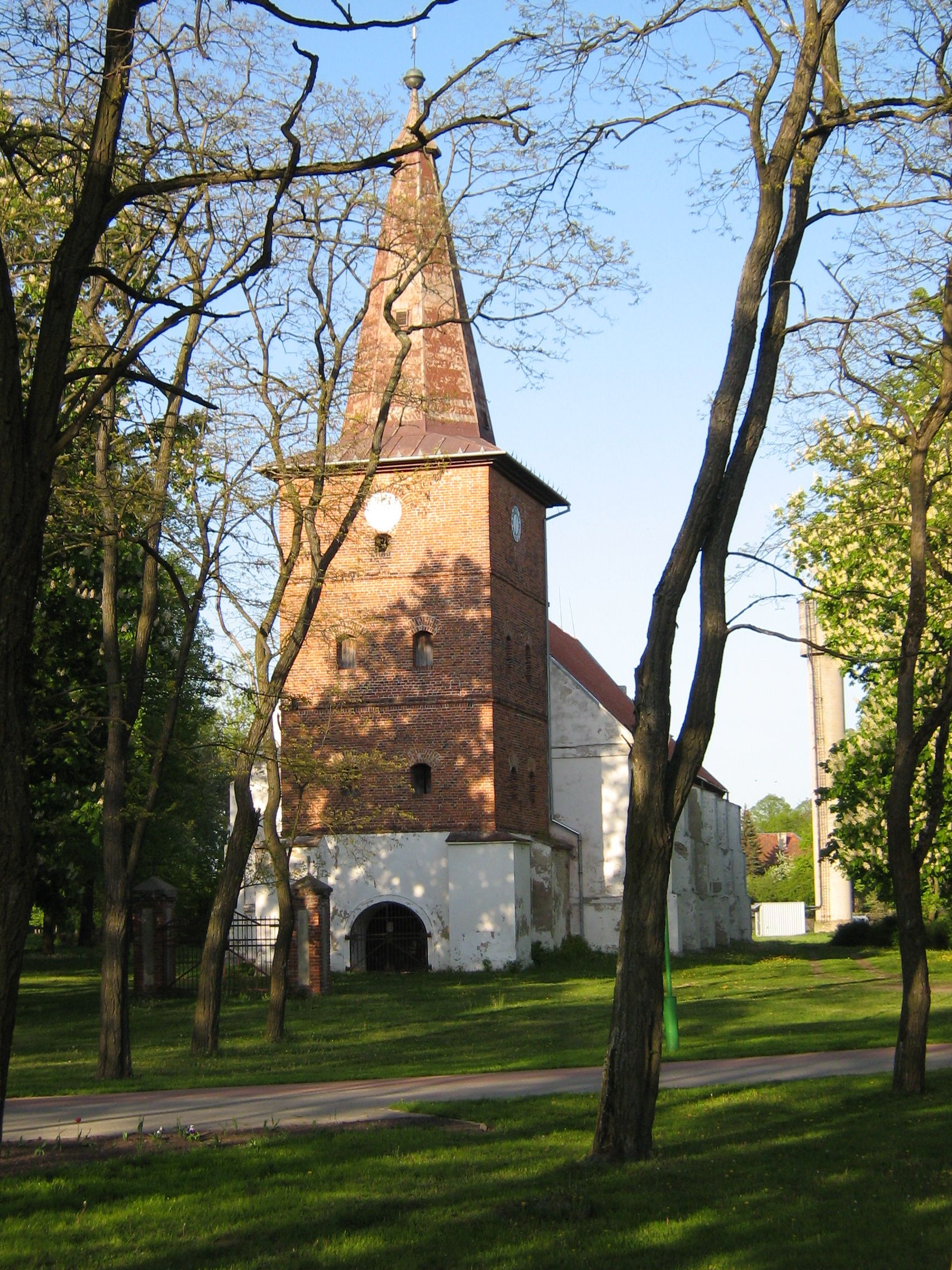
Evangelisch-lutherische Kirche Rusnė (deutsch Ruß) im Memelland

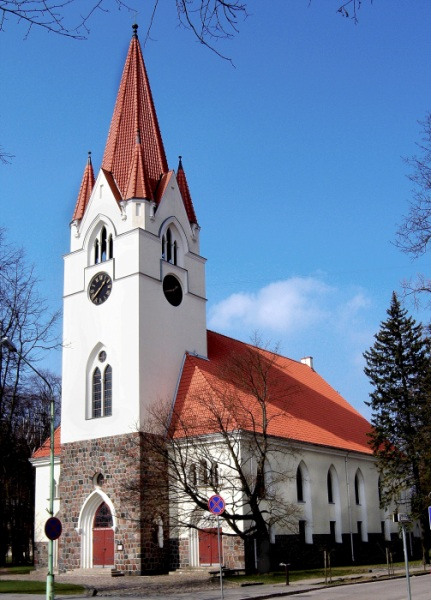
Šilutė (deutsch Heydekrug) im Memelland: die Evangelisch-lutherische Kirche Šilutė

Die Zahl der Lutheraner in Litauen stieg durch die militärische Besetzung (10.–16. Januar 1923) und folgende Annexion (24. Januar 1923) des Memellandes stark an, da die meisten seiner Einwohner lutherisch waren, deren Kirchengemeinden jedoch zur altpreußischen Kirchenprovinz Ostpreußen gehörten. Da fürs Memelgebiet aber eigentlich ein Völkerbundmandat bestand, gegen dessen de facto-Aufhebung durch Litauen die Garantiemächte Frankreich, Italien, Japan und das Vereinigte Königreich jedoch nicht einschreiten mochten, handelten sie mit Litauen zumindest einen Vertrag aus (Memelkonvention vom 8. Mai 1924), der den Memelländern weitgehende Autonomie zugestand.
Das im Rahmen der Autonomie gewählte memelländische Landesdirektorium (Landesregierung), angeführt von Landesdirektor Viktoras Gailius, und die Evangelische Kirche der altpreußischen Union (APU), geleitet von Präses Johann Friedrich Winckler, schlossen am 31. Juli 1925 das Abkommen betr. die evangelische Kirche des Memelgebietes, wonach die evangelischen Kirchengemeinden des Memellandes aus der Kirchenprovinz Ostpreußen ausschieden und den eigenen Landessynodalverband des Memelgebiets mit eigenem Konsistorium innerhalb der APU bildeten. Nach Kirchenwahlen 1926 nahm das evangelische Konsistorium in Memel 1927 seine Arbeit auf und das geistliche Oberhaupt im Memelland war zunächst Generalsuperintendent Franz Gregor, zuvor Superintendent des Kirchenkreises Memel, und ab 1933 Otto Obereigner, zuvor Superintendent des Kirchenkreises Pogegen.
Am Ende des Zweiten Weltkrieges bestanden rund 80 evangelisch-lutherische Kirchengemeinden und 72 lutherische Pastoren betreuten rund 12.000 Kirchenmitglieder in Litauen. Während des Zweiten Weltkrieges waren viele lutherische Kirchenmitglieder, vor allem Memelländer, geflohen, emigrierten oder wurden getötet. Zwischen 1945 und 1990 durchlebte die Kirche in der Sowjetunion schwere Jahrzehnte. Erst 1990 mit der Unabhängigkeit Litauens konnte die Kirche wieder an Stärke gewinnen und erhielt viele ehemalige Kirchengebäude zurück, die in der Sowjetunion enteignet worden waren.

## Theologische Orientierung
Die Evangelisch-Lutherische Kirche in Litauen sieht sich der Bibel und den Lutherischen Bekenntnisschriften verpflichtet. Zu Beginn der 1990er Jahre diskutierte die theologische Fakultät der Universität Klaipėda die Einführung der Frauenordination und die Übernahme der liberalen Theologie und befürwortete diese. Der damals amtierende Bischof sowie viele Pfarrer lehnten diese neue Interpretation ab. Es bildete sich Widerstand, die auf der einen Seite von der traditionellen Theologie und der Kirchenleitung und der theologischen Fakultät auf der anderen Seite geführt wurde. 1995 beantragten zwei Frauen die Ordination. Unterstützt wurden sie von einem Vertreter der deutschen Nordelbischen Evangelisch-Lutherischen Kirche und einigen Mitgliedern der litauischen Kirchenleitung. Bis heute ordiniert diese Kirche keine Frauen.
Die Synodaltagung 2000 befasste sich auch mit der Segnung gleichgeschlechtlicher Partnerschaften, die beispielsweise in einigen der protestantischen Kirchen in Deutschland praktiziert und im Rahmen der Kirchen, die der Evangelischen Kirchen in Deutschland angehören, weiter diskutiert wird. Die Synode sprach sich gegen die Segnung gleichgeschlechtlicher Paare aus. Ein formeller Beschluss wurde jedoch nicht getroffen.
Bezüglich der historisch-kritischen Bibelexegese beschloss die Kirchenleitung im Jahr 2000, dass die Kirche bei der traditionellen Schriftauslegung bleibe und die historische Kritik verwerfe.
Zeitgleich entstanden Kontakte zur Lutheran Church – Missouri Synod aus den USA und zur Selbständigen Evangelisch-Lutherischen Kirche in Deutschland. Im Jahr 2000 strebte die Synode der Evangelisch-Lutherischen Kirche Litauens volle Kirchen- und Abendmahlsgemeinschaft mit der Lutherischen Kirche-Missouri Synode an. Diese Bestrebungen stießen auf Kritik bei Vertretern der Lutherischen Klasse der Lippischen Landeskirche in Deutschland und der dortigen Nordelbischen Evangelisch-Lutherischen Kirche. Die Synode 2000 beschloss Kirchen- und Abendmahlsgemeinschaft mit der Lutherischen Kirche-Missouri Synode aufzurichten. Die Synode beschloss ferner ihre kirchlichen Außenbeziehungen an folgender Erklärung zu messen (Lietuvos evanglicu kelias. 2001–2002.10)
Wir lehnen diese falsche Lehren ab und bekennen die völlige Autorität der Bibel und ihrer Lehren, wie sie richtig und unabänderlich im Konkordienbuch niedergelegt ist. Wir haben volle Kirchengemeinschaft mit den Kirchen, die Glauben und Lehre gemeinsam mit uns haben, und die weder Frauenordination praktizieren noch fördern, die homosexuelle Praxis nicht gut heißen, die keine Kompromisse wegen der Rechtfertigungslehre eingehen, und bekennen, dass jedem Kommunikanten im Abendmahl unter den Zeichen des Brotes und des Weins der wahre Leib und das wahre Blut des Herrn gereicht wird und er es auch empfängt.

## Organisation

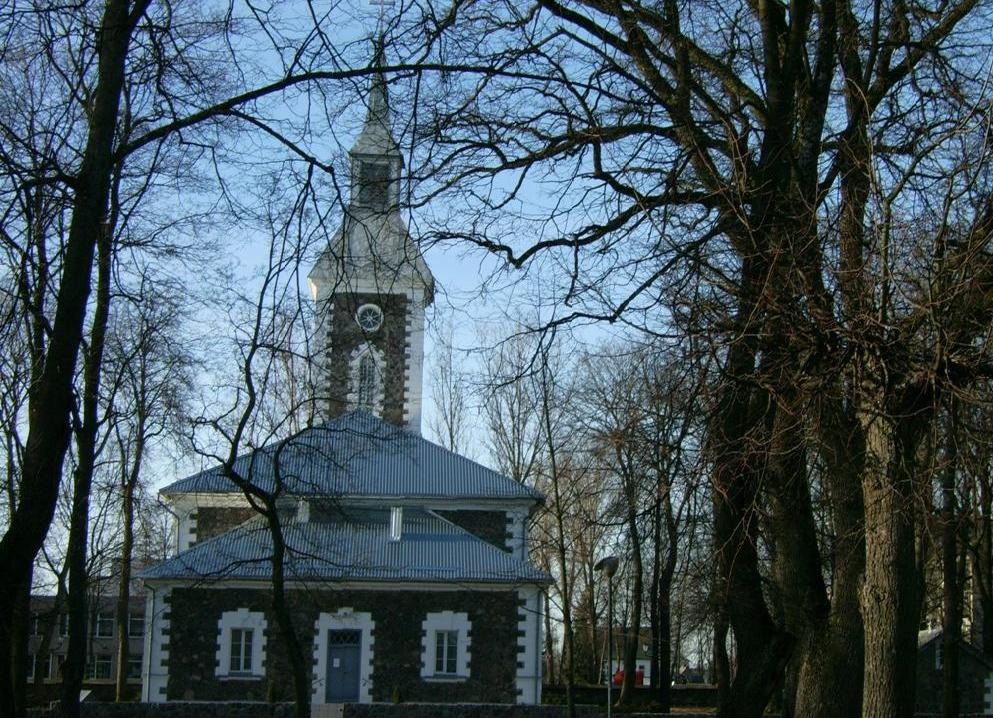
Die evangelisch-lutherische Kirche von Tauragė (deutsch Tauroggen)

Die Kirchenordnung ist synodal und episkopal. Der Synode gehören alle Geistlichen sowie Laienvertreter aus den Gemeinden an. Sie tagt alle drei Jahre. Ihr obliegen die Wahlen ins Bischofsamt, aller kirchlichen Amtsträger und die Wahlen in die Kirchenleitung. Es steht der Synode jedoch nicht zu über Glaubensfragen Entscheidungen zu treffen. Die Verwaltung der Kirche erfolgt durch die Kirchenleitung unter der Aufsicht und Leitung des Bischofs. Der Bischof ordiniert alle Pfarramtsanwärter, übt das Lehramt über die Pfarrer aus, vertritt die Kirche international und interkonfessionell. Die Kirchenleitung setzt sich aus elf Mitgliedern zusammen, aus dem Bischof, Pfarrern und Laien.

## Kirchliche Außenbeziehungen
Die Kirche ist Mitglied des Lutherischen Weltbundes (LWB) und der anglikanisch-lutherischen Porvoo-Gemeinschaft. Sie steht in voller Kirchen- und Abendmahlsgemeinschaft mit der Lutherischen Kirche-Missouri Synode und ist eine vertraglich geregelte Partnerschaft mit der Selbständigen Evangelisch-Lutherischen Kirche in Deutschland eingegangen. Seit 1992 gibt es eine offizielle Partnerschaft zwischen der lutherischen Kirche in Litauen und der Lutherischen Klasse der Lippischen Landeskirche.

## Bischöfe
- 1976–1995: Jonas Viktoras Kalvanas Sen.
- 1995–2003: Jonas Viktoras Kalvanas Jun.
- seit 2004: Mindaugas Sabutis

## Statistik
- Mitglieder: ca. 20.000[5]
- Kirchengemeinden: 54
- Gemeindegrößen: 50–200 Gemeindeglieder
- Gottesdienstbesuch: 25–30 %
- Bischof: 1
- Pfarrer: 18
- Kirchen: 44
- Gebetshäuser: 7
- Diakonische Zentren: 6
- Organisten: 34
- Chorleiter: 24
- Kirchenchöre: 34